# Kulturzentrum Strasse E

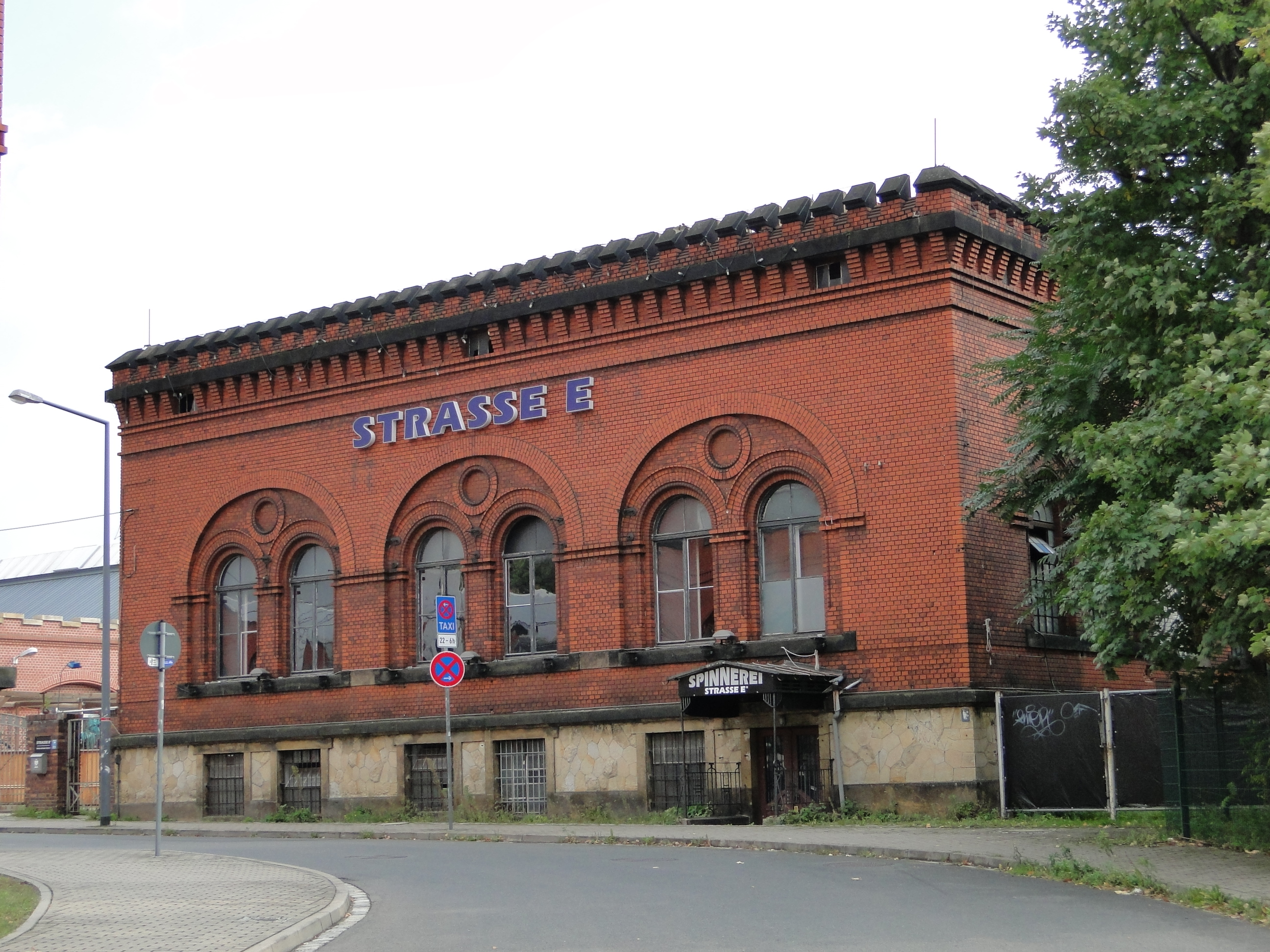
Gebäude Werner-Hartmann-Straße 2 des Kulturzentrums, früher Straße E 2

Das Kulturzentrum Strasse E ist ein Veranstaltungszentrum bestehend aus zwei Klinkerbauten im Industriegebiet (Stadtteil Albertstadt) der Stadt Dresden, die unter Denkmalschutz stehen. Die Gesamtgrundfläche des Kulturzentrums beträgt ungefähr 5500 Quadratmeter.

## Geschichte

### Gründung
Der Name des Kulturzentrums „Strasse E“ geht auf die DDR-Zeit zurück, in der industriell genutzte Straßen mit Buchstaben gekennzeichnet wurden.
Der Straßenname „Strasse E“ wurde bis im Jahr 1997 beibehalten ehe diese ihren heutigen Namen Werner-Hartmann-Straße erhielt. Der Bau des Dresdner Industriegebietes war ursprünglich aus militärischen Gründen erfolgt. In den Bauplänen wurde die „Reithalle Strasse E“, das neben dem „Bunker“ zum Kulturzentrum gehört, als Reithalle der Königlich Sächsischen Kavallerie eingeplant. Kurz nach der Fertigstellung wurde die Reithalle jedoch für den Ersten Weltkrieg zum Rüstungsstandort umgenutzt. Nach Ende des Ersten Weltkrieges wurden die Rüstungsanlagen abgebaut. Seitdem wurde das Industriegelände zivil genutzt.
Es entstand unter anderem eine Baumwollspinnerei. Im Zuge des Zweiten Weltkrieges wurden für die Arbeiter Luftschutzräume errichtet. Der Keller des südlichen Kopfbaus der Reithalle wurde ebenfalls zu einem Schutzraum umfunktioniert und wird heute ebenfalls für Veranstaltungen, wie Konzerte, gebucht. Der südliche Kopfbau ist als „Bunker Strasse E“ bekannt.

### Konzertgelände
Erste Veranstaltungen fanden bereits in den frühen 1990er-Jahren statt, wurden aber zumeist illegal von Jugendlichen veranstaltet. Im Zuge dieser illegalen Veranstaltungen hatte das heutige Kulturzentrum einen schlechten Ruf, da auch von Drogenkonsum bei den Veranstaltungen die Rede war.
Im Jahr 1995 begann die kontrollierte Nutzung der „Alten Spinnerei“. Trotz des schlechten Zustandes des Geländes gelang es dem Betreiber, mehrere erfolgreiche Veranstaltungen zu organisieren und den Club bis 1998 auf regionaler Ebene zu etablieren. Im Jahr 1996 wurde der Club „Bunker“ von mehreren Untermietern gegründet. Kurz darauf wurde auch die Reithalle, zunächst provisorisch, nutzbar gemacht. Im Herbst des Jahres 1998 stand das Kulturzentrum vor dem wirtschaftlichen Aus. Die Crew des Club „Bunker“ entwarf für das gesamte Gelände ein neues Nutzungskonzept und wurde neuer Betreiber des Kulturzentrums.
Im Laufe der Jahre fanden Sanierungsarbeiten an dem Konzertgelände statt. Durch das verschönerte Ambiente und die verbesserte Ausstattung der Einrichtungen konnten immer mehr Events ins Kulturzentrum Strasse E gebracht werden. Heute hat das Konzertgelände überregionale Bekanntheit und ist fester Bestandteil der Dresdner Kulturlandschaft.

## Veranstaltungen
Im „Bunker“, der ein Teil der Reithalle ist, finden seit der Eröffnung im Jahr 1996 hauptsächlich Veranstaltungen der schwarzen Szene statt. Konzerte erstrecken sich von Gothic über EBM, Dark Wave, Industrial und Neofolk. Die Reithalle in Gesamtheit bietet Platz für 600 Menschen bei bestuhlten und 1.300 Besucher bei unbestuhlten Veranstaltungen. Der Teilbereich der Reithalle der als Bunker bezeichnet wird, wird hauptsächlich als Diskothek genutzt.
Die „Reithalle“, wird neben musikalischen Veranstaltungen auch für Messen, Kunstveranstaltungen, Musicals und Sammlerbörsen genutzt. Musiker und Bands, die bereits in der Reithalle auftraten, sind unter anderem Farid Bang, Kollegah, Fritz Kalkbrenner, Blutengel, Zeromancer, Intohimo, Eskimo Callboy, L’Âme Immortelle, Close to Home, The Browning, Leæther Strip, Agonoize, Nachtmahr, Empathy Test, Lebanon Hanover, Suicide Commando, Dive, Diary of Dreams, Covenant, Austerity, Laibach, Funker Vogt, Solar Fake, Goethes Erben, Deine Lakaien, Project Pitchfork und Lacrimosa. 
Die „Alte Spinnerei“ steht heute für Veranstaltungen nicht mehr zur Verfügung.

### Geschichte
- Geschichte des Kulturzentrums Strasse E